# Donovan Wisse
Donovan Wisse (Paramaribo, 21 februari 1997) is een Surinaams kickbokser. Hij is de huidige Glory-kampioen middengewicht.

## Biografie
Wisse groeide op in zijn geboortestad Paramaribo. Op negenjarige leeftijd begon hij met het beoefenen van vechtsport en werd hij getraind door zijn vader, eerst met boksen en daarna stapte hij over naar het kickboksen. Een jaar later sloot hij zich aan bij de sportschool Simson Gym van Angelo Simson, waar hij negen jaar heeft getraind. Hierna richtte hij zijn eigen team op, Team Wisse, en traint hij met coach Jervin Watson. Ook traint hij deels in Wassenaar bij de sportschool Kickboxing Fearless van Dave Davis.

## Carrière
Wisse werd in 2016 uitgenodigd om op Nederlandse evenementen te vechten, wat het begin was van zijn profcarrière. In april 2017 vocht hij bij de organisatie WFL tegen Jay Overmeer en won unaniem op punten. In mei 2018 vocht hij bij Enfusion tegen Muhammed Balli en won op knock-out in de eerste ronde.
Op 29 september 2018 maakte Wisse zijn debuut bij Glory in Amsterdam tegen Kevin van Heeckeren en won middels een unanieme jurybeslissing. In december 2018 leed hij het eerste verlies in zijn profcarrière tegen Ertugrul Bayrak op basis van een verdeelde jurybeslissing. Vervolgens won hij van Matěj Peňáz op knock-out in de tweede ronde. In 2019 won Wisse achtereenvolgens van de Tunesische Nederlander Yousri Belgaroui, de voormalig Glory-kampioen Jason Wilnis en de Braziliaan César Almeida.
Op 4 september 2021 werd Wisse de Glory-wereldkampioen in de middengewichtklasse (tot 85 kg) in Rotterdam Ahoy door Yousri Belgaroui opnieuw te verslaan, ditmaal middels een technische knock-out in de derde ronde.
Wisse domineerde het jaar 2023 binnen het kampioenschap van Glory Kickboxing door drie keer te winnen en zijn titel in het middengewicht te verdedigen. In 2023 was hij voor de vierde keer wereldkampioen in de competitie van Glory. De organisatie riep hem na afloop van het jaar uit tot Fighter of the Year 2023.